# Bubanza
Bubanza er en by i den nordvestlige del af Burundi, med et indbyggertal (pr. 2002) på cirka 13.400. Byen er hovedstad i en provins af samme navn.
3°05′S 29°24′Ø / 3.083°S 29.400°Ø